# Vleeskleurige orchis
De vleeskleurige orchis (Dactylorhiza incarnata) is een orchidee met vleeskleurige, paarse of geelwitte bloemen. De bovenste zijdelingse bladen van de bloem wijzen vooral omhoog en niet zozeer naar opzij. De zijslippen van de lip zijn teruggeslagen. De bovenste bladeren van de stengel zijn vergeleken met de andere handekenskruiden lang, en steken boven de bloeiwijze uit. De bladtop is kapvormig. De stengel is hol.

## Voortplanting en verspreiding
De vleeskleurige orchis komt voor in heel Europa en grote delen van Azië. Veel groeiplaatsen in Nederland liggen in natte duinvalleien. Soms groeien ze spontaan op natte plekken van opgespoten zandterreinen. Ook komt ze in natte delen van laagveenmoerassen voor.
In België komt de plant voornamelijk voor langs de kust en in Lotharingen.

## Bescherming
De vleeskleurige orchis is in verschillende landen wettelijk beschermd, bijvoorbeeld in België en Zwitserland. De soort staat op de Nederlandse Rode lijst van 2000 als vrij zeldzaam en matig afgenomen. In Nederland is de plant vanaf 1 januari 2017 niet meer wettelijk beschermd.